# Герхард II фон Долнщайн
Герхард II фон Долнщайн (на немски: Gebhard II. von Dollnstein/Gerhard II. Graf von Tollenstein; * ок. 1150; † сл. 1191/ок. 1225) от стария баварски благороднически род Хиршберги е граф на Долнщайн в Бавария, фогт на Айхщет (1188), споменат в документи от 1186 до 1191 г.
Той е син на граф Герхард I фон Грьоглинг-Долнщайн-Хиршберг († ок. 1170) и съпругата му София фон Зулцбах († сл. 11 август 1227), дъщеря на граф Гебхард III фон Зулцбах († 1188) и Матилда Баварска († 1183), дъщеря на баварския херцог Хайнрих IX Черния († 1125)) и Вулфхилда Саксонска († 1126). Майка му София фон Зулцбах е племенница на Берта фон Зулцбах, първата съпруга на византийския император Мануил I Комнин, и на Гертруда фон Зулцбах, съпруга на германския император Конрад III.
Брат е на Гебхард II фон Хиршберг († сл. 1232), граф на Грьоглинг, Долнщайн (1215) и Хиршберг (1224), на Хартвиг фон Грьоглинг-Долнщайн († 1223), епископ на Айхщет (1196 – 1223), имперски канцлер (1202/03), и на Агнес фон Хиршберг, омъжена пр. 29 ноември 1259 г. за граф Алберт VI фон Халс († 1305).
През втората половина на 12 век влиятелните графове на Грьоглинг започват да се наричат на техния замък Долнщайн. През 13 век те се местят в замък Хиршберг (днес част от общината Хиршберг на Бергщрасе) при Байлнгриз и започват да се наричат графове на Хиршберг.
Родът на Хиршбергите измира през началото на 14 век. През 1305 г. след измирането на фамилията „графовете фон Йотинген“ стават собственици на Долнщайн и замъка му.

## Фамилия
Герхард II фон Долнщайн се жени за Агнес фон Раабс (* ок. 1154; † сл. 1217), наследничка на западната част на графство Раабс, така нареченото графство Личау, дъщеря на Конрад II фон Раабс († ок. 1191), бургграф на бургграфство Нюрнберг, и Хилдегард фон Абенберг († сл. 1160), дъщеря на граф Рапото фон Абенберг († 1172) и Матилда фон Ветин († 1152). Te imat dva sina:
- Герхард IV фон Долнщайн/Толенщайн-Хиршберг († ок. 1225/ок. 1244), женен за графиня Аделхайд фон Кибург-Дилинген († сл. 1231), дъщеря на граф Улрих III фон Кибург († 1227) и принцеса Анна фон Церинген
- Гебхард V фон Долнщайн/Толенщайн-Зулцбах († пр. 2 февруари 1249)